# 刘本之
刘本之（1950年—），湖南桃源人，汉族，中华人民共和国政治人物、第十一届全国人民代表大会湖南地区代表。

## 生平
刘本之毕业于常德师专，是中共党员。曾任桃源县人民政府副县长、中共汉寿县委书记、常德市人民政府副市长、中共常德市委常委、市委秘书长，中共常德市委副书记等职务。2008年任常德市人大常委会主任，2011年退休。2008年至2013年担任全国人大代表。
2013年6月，刘本之因受其女儿刘琼违规提拔任用之影响，接受中共湖南省纪委调查。但他其后仍然以常德市退休干部的身份活躍於市内。